# أشلي مولوني
أشلي مولوني (بالإنجليزية: Ashley Moloney)‏ هو منافس ألعاب قوى أسترالي، ولد في 13 مارس 2000 في بريزبان في أستراليا.

## وصلات خارجية
- أشلي مولوني على موقع الاتحاد الدولي لألعاب القوى (الإنجليزية)
- أشلي مولوني على موقع النتائج التاريخية لألعاب القوى الأسترالية (الإنجليزية)
- أشلي مولوني على موقع اللجنة الأولمبية الدولية (الإنجليزية)
- أشلي مولوني على موقع أوليمبيديا (الإنجليزية)
- أشلي مولوني على موقع اللجنة الأولمبية الأسترالية (الإنجليزية)